# Jo Seok-hwan
Jo Seok-hwan (kor. 조석환, ur. 15 października 1979) – południowokoreański bokser, brązowy medalista igrzysk olimpijskich w Atenach, a także brązowy medalista Mistrzostw Świata 2003.

## Kariera amatorska
W 2000 roku startował na igrzyskach olimpijskich w Sydney. Seok-hwan odpadł w 2 rundzie, przegrywając z Alisherem Rahimovem.
W 2003 roku zdobył brązowy medal podczas mistrzostw świata w Bangkoku. W półfinale pokonał go Galib Żafarow, który zdobył 
złoty medal.
W 2004 zdobył brązowy medal podczas igrzysk olimpijskich w Atenach. W półfinale pokonał go Aleksiej Tiszczenko z Rosji.